# زیلنیتس (استان اوپوله)
زیلنیتس (به لهستانی: Zieleniec) یک منطقهٔ مسکونی در لهستان است که در گمینا پوکوی واقع شده‌است. زیلنیتس ۶۴۰ نفر جمعیت دارد.